# Kuryłówka
Kuryłówka è un comune rurale polacco del distretto di Leżajsk, nel voivodato della Precarpazia.
Ricopre una superficie di 141,25 km² e nel 2004 contava 5 679 abitanti.